# Geelhand
Geelhand is een Zuid-Nederlandse notabele en adellijke familie, afkomstig uit Antwerpen.

## Geschiedenis
De familie zou oorspronkelijk afkomstig zijn uit Keulen, maar vestigde zich in de 16de eeuw in Leiden. De naam 'Geelhand' zou zijn oorsprong hebben uit de Slag bij Leiden, toen de linkerhand (gehele hand) van Gerritz van Ceulen afgehakt werd toen hij een Spaanse vlag bemachtigde. Ter herinnering van dit wapenfeit veranderde de naam van 'van Ceulen' naar 'Geelhand'.
De genealogie van de familie is bekend vanaf Dirk Geelhand (zoon van Gerritz?). Dirk Geelhand trouwde in 1606 te Amsterdam met Petronnella Janskoentz. Hun direct nageslacht is onbekend, maar wel is geweten dat Nikolaas Geelhand (gestorven in 1688) een kleinzoon van hen was. Nikolaas zou drie keer gehuwd zijn geweest, en uit een van die huwelijken kwam Pieter Geelhand voort. Pieter woonde te Amsterdam en was aldaar gezant van de koning van Polen tot Amsterdam. Hij huwde in 1692 met Aleyde-Katarina Bott en kreeg met haar twee zonen: Chrétien-Lodewijk en Hendrik. Die namen werden verfranst tot Chrétien-Louis en Henri. Chrétien-Louis werd kanunnik van de kathedraal van Antwerpen en Henri Geelhand werd heer van Merksem.
Op 6 november 1728 verhief keizer Karel VI de twee broers Geelhand in de erfelijke adel.

## Genealogie
- Henri Geelhand (1694-1776), x Hélène de Claessens (1698-1766)
  - Pierre-François Geelhand (1725-1790), x Thérèse van Colen (1728-1761)
    - Henri Geelhand (1760-1810), heer van Merxem en Dambrugge, x Catherine Peeters (1761-1793)
      - Joseph-Pierre Geelhand (zie hierna)
      - Augustin Geelhand (zie hierna)

  - Jean-Baptiste Geelhand (1739-1817), x Marie-Hélène de Neuf (1745-1816)
    - Louis Geelhand (1777-1817), x Thérèse de Wael (1777-1855)
      - Louis Geelhand (zie hierna)
      - Alphonse Geelhand (zie hierna)
      - Clémence Geelhand (zier hierna)

## Joseph Geelhand
- Joseph-Pierre Geelhand (Antwerpen, 24 oktober 1785 - Hove, 9 juli 1877) trouwde in 1810 in Antwerpen met Josèphe de la Bistrate (1785-1822). Ze kregen negen kinderen. In 1823 werd hij onder het Verenigd Koninkrijk der Nederlanden erkend in de erfelijke adel.
  - Emile Geelhand (1812-1886) trouwde met Zoé Moretus (1816-1897). Hij was gedeputeerde van de provincie Antwerpen en gemeenteraadslid van Antwerpen.
    - Alfred Geelhand (1837-1891), provincieraadslid van Antwerpen, kreeg in 1888 vergunning om de la Bistrate aan zijn naam toe te voegen. Hij trouwde in 1866 met Ursule Kervyn d'Oud Mooreghem (1846-1911). 
      - Raoul Geelhand de la Bistraete (1868-1946), trouwde met Isabelle de Kerchove d'Exaerde (1874-1964)

    - Edouard Geelhand (1853-1938), provincieraadslid van Antwerpen en burgemeester van Kapellen, trouwde in 1881 met Mélanie de Meester (1858-1926), dochter van senator Athanase de Meester.
      - Gerard Geelhand (1897-1966) kreeg in 1951 bij vonnis vergunning, voor zichzelf en voor de overige familieleden, om de Merxem aan zijn naam toe te voegen. Hij trouwde in 1928 met Madeleine Holvoet (1905-2001). 
        - Francis Geelhand (1933-1980), regisseur van de koninklijke domeinen, trouwde met Monique Terlinden (°1934).

  - Florent Geelhand (1819-1892), numismaat, trouwde met Caroline della Faille de Leverghem (1823-1855) en met Eulalie de Terwangne (1833-1902).
    - Ludovic Geelhand (1849-1914), trouwde met Odile Meyers (1850-1921).
      - Adolphe Geelhand (1874-1949), trouwde met Gabrielle della Faille de Leverghem (1879-1943).
        - Raymond Geelhand de Merxem (1912-1997) trouwde met Anne-Marie Dumont de Chassart (1919-2012). Haar moeder was Marie-Antoinette Bruneel de la Warande, dochter van Gustave Bruneel de la Warande, familie die gevestigd was op de Kemmelberg in Heuvelland. Deze tak van de familie Geelhand vestigde zich in Heuvelland.
          - Patrick Geelhand de Merxem (Poperinge, 13 februari 1959 - Kemmel, 8 mei 2022) was de jongste van vijf kinderen en bleef vrijgezel. Hij bleef op de Kemmelberg wonen en werd advocaat en stafhouder van de balie in Ieper (2004-2006), alsook plaatsvervangend vrederechter. Hij verliet de balie in 2020. Hij was ook beëdigd vertaler (Nederlands-Frans en Frans-Nederlands) sinds 1993, gespecialiseerd in juridische vertalingen voor gerechtsdeurwaarders, advocaten en notarissen. Hij was stichtend voorzitter van  de Milieuraad van Heuvelland. Hij was een verwoed jager en stichtte de wildbeheereenheid In Flanders Fields, die de jacht regelt in het zuiden van West-Vlaanderen (18.000 ha). Hij zat de vereniging voor tot in 2019. Hij was lid van de Vlaamse Hoge Jachtraad en bestuurder van de Koninklijke Sint-Hubertusclub van België. Hij was 10 jaar lesgever recht bij het Vormingsinstituut, later Syntra West. Hij doceerde jacht en jachtrecht bij het Instituut voor de Jachtopleiding en tevens lid van de Pachtprijzencommissie sedert 1996. Op 8 mei 2022 beroofde hij zich van het leven. Zijn uitvaart vond plaats op 17 mei in de Sint-Medarduskerk in Wijtschate.

## Augustin Geelhand
- Augustin Jean-Baptiste Geelhand (Antwerpen, 28 april 1790 - Merksem, 24 juli 1855), officier onder het Franse keizerrijk, kolonel van de Antwerpse Burgerwacht, werd in 1823, onder het Verenigd Koninkrijk der Nederlanden, erkend in de erfelijke adel. Hij trouwde in 1819 met Mathilde Moretus (1799-1820). Ze hadden een enige dochter, Florence Geelhand (1820-1850), die trouwde met Eugène Moretus (1818-1867). Uitgedoofde lijn.

## Louis Geelhand
- Louis-Simon Geelhand (1777-1817) trouwde met Thérèse de Wael (1777-1855). Hij was een zoon van Jean-Baptiste Geelhand (173-1815) en Marie-Hélène de Neuf (1745-1816). Hij was een jongere broer van Pierre-François Geelhand.
  - Louis Geelhand (Antwerpen, 1 december 1804 - 11 juni 1836) kreeg, samen met de hierna genoemde broer en zuster, in 1824 erkenning in de erfelijke adel, ingevolgde de open brieven die aan hun moeder werd toegekend tijdens hun minderjarigheid. Hij bleef vrijgezel.
  - Alphonse Louis Geelhand (1806-1829) kreeg eveneens erkenning in de erfelijke adel. Hij bleef vrijgezel.
  - Clémence Louise Geelhand (1815-1880) kreeg persoonlijke adelserkenning. Ze trouwde in 1836 met John Ullens (1799-1890).

Uitgedoofde lijn.

## Hove
Op 29 oktober 1793 kocht Helena Geelhand het kasteel Weyninckhove in de huidige Belgische gemeente Hove. Het kasteel bleef in handen van de familie tot de gemeente het in 1951 kocht en als gemeentehuis inrichtte. Anno 2022 doet het kasteel nog steeds dienst als gemeentehuis. De laan die het centrum van het dorp met het kasteel verbindt, staat gekend als de Geelhandlaan.
Het wapen van de familie Geelhand is nog steeds terug te vinden in de glasramen van de Sint-Laurentiuskerk te Hove.